# Mindre lyrfågel
Mindre lyrfågel (Menura alberti) är en fågel i familjen lyrfåglar inom ordningen tättingar.

## Utseende och läten
Mindre lyrfågel är en rödbrun fasanliknande tätting med lång stjärt. Ovansidan är djupt kastanjebrun, medan den är rostbeige på strupe, hals och undre stjärttäckare. Hanens stjärt är glansigt svart ovan och silvergrå under. Liknande praktlyrfågeln är större med mörkare brun ovansida och böjda yttre stjärtplymer, ej raka. Hanen är ett vittljudande läte som i engelsk litteratur återges "caw-cree-craw-craw-wheat", men båda könen härmar också andra fågelarter. Varningslätet är ett genomträngande "whisk-whisk".

## Utbredning och status
Fågeln förekommer i regnskogarna i östra Australien (sydöstra Queensland och allra nordostligaste New South Wales. IUCN kategoriserar arten som livskraftig.